# シボグリヌム科

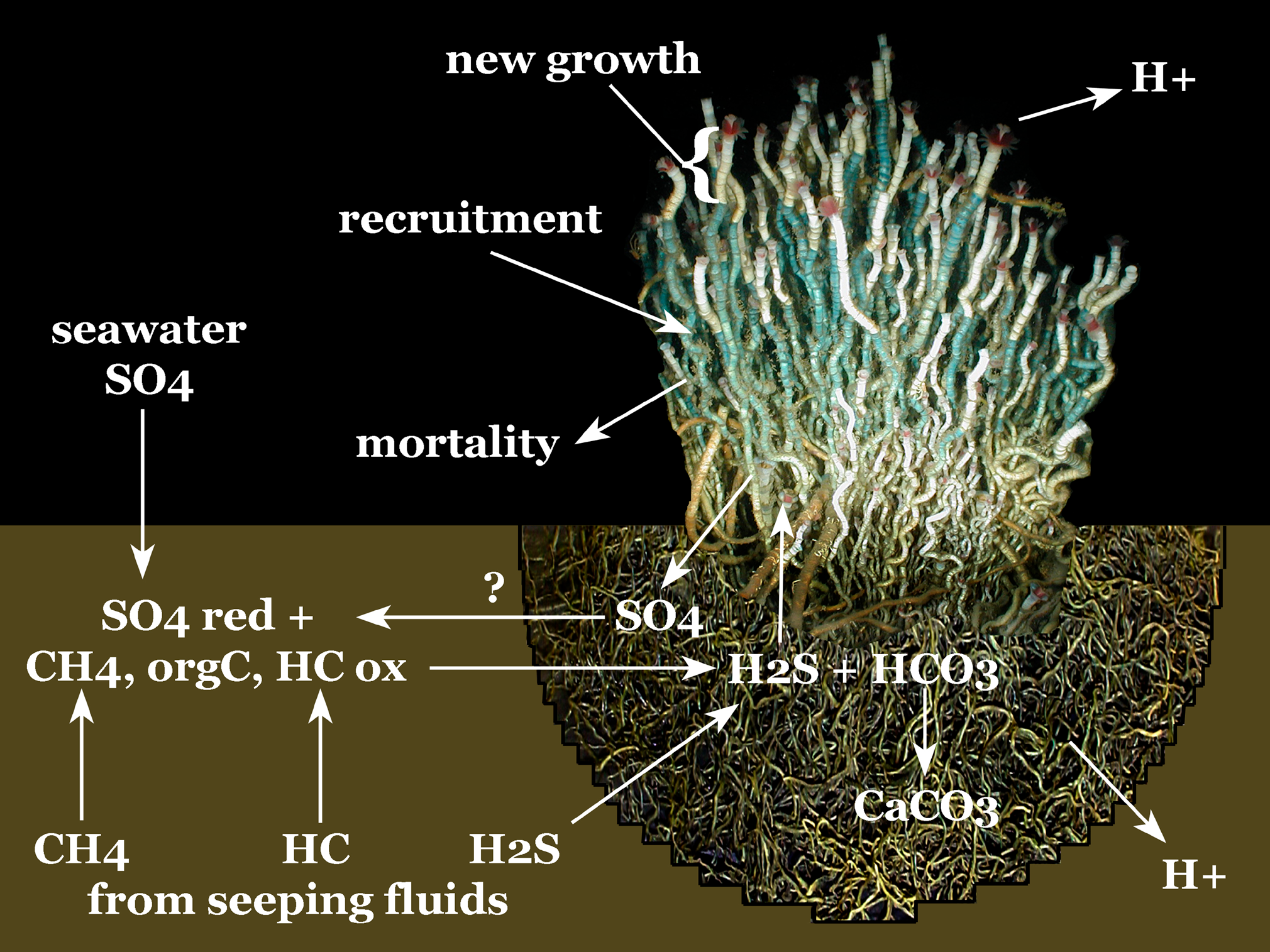
サツマハオリムシ属Lamellibrachiaの栄養モデル

シボグリヌム科 (Siboglinidae) は、環形動物多毛類の科である。ヒゲムシ・ハオリムシ・ホネクイハナムシが属する。以前は有鬚動物（ゆうしゅどうぶつ、Pogonophora）として門の扱いであった（後述）。
自由生活の左右相称動物でありながら消化管がほぼ完全に欠如しており、栄養は共生細菌より得ている。ハオリムシは浅海や地上の光合成生態系とは独立に、深海底で化学合成に依存する生態系を作り、しかも高密度であることで注目を集める。また、動物分類学の歴史においても興味深い一群で、20世紀初頭の発見当時はシボグリヌム科と名付けられ科の階級に置かれたが、特異な体制が知られるにつれリンネ式分類の階層で3階級引き上げられ、門の地位に置かれた。神経は背側にある解釈で後口動物の1つとされた。しかし、完全な体の発見と分子系統学の研究結果などで環形動物の小グループであることが明らかになり、数十年を経て当初の階級および名称のシボグリヌム科に戻された。背腹も逆に解釈されていたことが判明した。

## 名称

### 科
ラテン名"Siboglinidae"はタイプ属Siboglinumに語尾をつけて科名にしたもの。原記載標本を採集したのがオランダの調査船Siboga号であることに因む。「シボグリヌム科」はラテン名の音写。「クダヒゲ科」とするものもある。

### 門
"Pogonophora"はギリシア語pogon = ひげ、phoros = 持つもの、の合成で、「有鬚動物」はこれを漢字にしたもの。「クダヒゲ動物」、「有腕動物」という別名もある。学名カナ表記で「ポゴノフォラ」ともする。「ヒゲムシ類」、「クダヒゲ類」という名称をこのグループに当てる辞典もあるが、ハオリムシ類の発見以後は有鬚動物の下位区分としても使われるので注意が必要である。

## 形態
海産の細長い動物で、底生（大半が深海底）である。
口も肛門も、消化管一切が存在しない。普通に自由生活でありながらこのように消化管を一切持たない例は珍しい。
虫体よりかなり長い円筒形のキチン質の棲管を作り体の前部を外に出す。虫体は非常に細長く、太さ0.5-30mm、長さ5cm-3mで、大きく4つに分かれる。前から前体・中体・胴部・後体あるいは頭葉・腺領域・胴・固着器官などと呼ぶ。
前体はハオリムシでは殻蓋部とハオリ部になる。殻蓋部の先端は広がっており、基部の周囲には鰓がある。
中体は表面のクチクラに手綱と呼ばれる隆起がＶ字にある。
胴部は非常に細長く、乳頭状突起と種によっては剛毛があり、共生細菌が存在する。ハオリムシでは栄養体と呼ばれる。これは消化管（内胚葉）起源であると考えられていたが、中胚葉性であるらしい。
終体は短く体節に分かれ、節ごとに剛毛が配置するなど、多毛類の体そのものである。
閉鎖血管系を持ち、背腹に血管、頭葉には心臓がある。ハオリムシの血液中の細胞外ヘモグロビンは、酸素に結合する能力もあるが、硫化水素とも結合できる。
ヒゲムシで触手、ハオリムシで鰓と呼ぶ器官は前体より起り、ヒゲムシでは1本から200本、ハオリムシでは時に数千本あり、その配置も馬蹄形、円形、螺旋形等のものがある。内側にはさらに細い小枝（しょうし）あるいは羽状突起と呼ばれる突起が2列並んでおり、それぞれの突起には血管が入り込んでいる。そのため触手／鰓はヘモグロビンを持つ血液のために赤みを帯びて見える。内側の面には繊毛が並んでいる。
雌雄異体、有対の生殖巣が胴にあり、雄は精包を作る。

## 発生
ヒゲムシでは細長い卵で卵割は全割で不等割、第一卵割面が長軸に対して斜めであるなど変形が著しい。原口と消化管は一旦形成されるが、幼生の成長にしたがって消失する。ハオリムシでは球形の卵で螺旋卵割、棘葉が2つなど多毛類と同じである。
幼生はトロコフォア様である。ハオリムシでは数週間にわたって浮遊する可能性が示されている。

## 生態
海底に棲管を作り固着生活をする。還元的環境、腐敗した木材、冷水湧出域、熱水噴出口から知られている。極限環境で群生する様が注目を集めてきた。

## 共生細菌
ハオリムシでは胴部に硫黄酸化細菌やメタン酸化細菌が細胞内に共生し、これが作る有機物を利用している。共生するガンマプロテオバクテリアは卵の時には見出されず、環境中から取り込むと考えられている。細菌が使う硫化水素は血液中のヘモグロビンと結合して運ばれることが知られている。以前に推測されていたように鰓から取り込まれるのではなく、堆積物中に埋まっている体幹部から取り込まれると考えられている。

## 発見と分類の歴史
深海で固着生活をしておりまた細長く切れやすいため標本の入手が困難で、知られるようになったのも遅く、研究は曲折を経ている。
この動物が知られるようになったのは20世紀に入ってからである。ヒゲムシについては1900年頃にオランダ領東インド（現インドネシア）でのSiboga号による調査で採集した標本を元に、1914年にモーリス・コルリーが記載したのが最初である。上位分類群への所属は不明のまま、Siboglinum属を記載し新科Siboglinidaeを立てている。このときから消化管がないことは知られていた。神経は背側にあるとしてコルリーは半索動物との類縁を指摘した。
また、1933年にはオホーツク海で採集された標本をロシアの多毛類研究者Uschakovがケヤリムシ科 (Sabellidae) の新亜科新属新種として記載した。
しかし、スウェーデンの多毛類研究者Johanssonは切片標本からその内部構造を調べたところ他の門と異なっているとして、門は不明ながらホウキムシに近い新綱として、ここに以後数十年にわたって使われることになるPogonophoraの名前が付けられた。
分類上の位置についてはその後もさまざまな論議があったが、1944年にBeklemishevが後口動物に属する独立の門とする説を出し、以後これを支持する意見が多かった。
終体部が欠けた標本では、体が大きく三つに分かれそれぞれに体腔があるとみなされて、三体腔性の構造が半索動物に近いと考えられたためである。また、初期発生の知見が少なく、放射卵割、原腸由来の体腔であるとされた。
消化管がないことについては、群体性動物で、個虫は多形であり、消化器官を持ったものがまだ知られていないと考えられたこともある。神経が消化管に対して背腹のいずれにあるのか決定するのが困難であったため、神経が背側にある後口動物、とりわけ半索動物に近縁であるとする意見と、神経が腹側にある前口動物、なかでも多毛類の一群あるいは近縁の分類群であるとする説の双方が提出されていた。触手によって体外消化をすると考えられたこともある。多数の触手を持つものでは、それらが並ぶことで作られる管の内側が消化管内部のような構造を作り、そこへデトリタスなどの微粒子を取り込み、消化して触手から吸収するという推測であった。のちには、溶存有機炭素を体壁から吸収するという意見も出された。
ところが、1964年に終体部が見つかってみると、ほぼ完全に多毛類の体であった。
三体腔性との判断も崩れた。これを契機に系統論議が再燃し、後口動物の一群との意見を保持する研究者もいれば、螺旋卵割・剛毛のある体節・腹側の神経であるとして前口動物の環形動物に近いものあるいは多毛類の中に含まれるべきものとの説も出るようになった。
ヒゲムシの系統について意見がまとまらないまま20世紀も半ばを過ぎた頃、ハオリムシが知られるようになった。1969年、カリフォルニア沖の深海で発見されたものが記載され、
さらにガラパゴス沖の深海の熱水鉱床で多数生息することが1981年に報告され、
熱水噴出口の周囲に輝く白い棲管と赤い鰓が目立つその姿は有名となった。これはしばらくは所属不明、名称不詳のままチューブワームと見たままの名で呼ばれた。ハオリムシはヒゲムシとともに有鬚動物とされることも、より環形動物に近いとしてVestimentiferaとして独立の門とされることもあった。胴部に細胞内共生している細菌が発見され、独立栄養であることが明らかにされたことで、長い間の謎、自由生活でありながら消化管が欠けているこの動物がどのように栄養を得ているか、が明らかにされた。
細胞外ヘモグロビンのアミノ酸配列を用いた1988年の日本人による先駆的な研究を始めとして、分子系統学でこの分類群の解析結果が発表されると、ヒゲムシ・ハオリムシをあわせたものが多毛類の下位単系統群であることを支持するものであった。また、形態に基づいた分岐分類学の解析結果も同様であった。Pogonophora（ヒゲムシ）と一時は独立の門にされたVestimentifera（ハオリムシ）は両者で合わせて単系統群であることから多毛類の科とし、名称を記載当初のSiboglinidaeとする意見が出されたのである。環形動物の中で綱の階級に置くなどの意見も出されたが、現在は科にする意見が受け入れられている。
鯨骨生物群集が20世紀末から知られるようになり、2004年、その一群として本分類群の1属Osedaxが記載された。矮雄を持つ。ホネクイハナムシの和名で呼ばれるのはこのうちの1種である。

## 系統と分類

### 系統
シボグリヌム科そのものの単系統性は様々な研究で一致している。一方で環形動物内の系統関係は、環帯類の単系統性が確実であることを除けば、高位系統群の関係に一致した見解が得られていないため、このタクソンと他の系統群との関係も明らかであるとはいえない。
シボグリヌム科の中には、Hilárioら (2011) は4つの単系統群を認める。
- Family Siboglinidae
  - Frenulata
  - Osedax
  - Sclerolinum
  - Vestimentifera

### 分類
WoRMS (2011) では33属を記す。和名は三浦・藤倉 (2008) による。
- Family Siboglinidae
  - Alaysia（アレイズハオリムシ属）, Arcovestia（ヤワラカハオリムシ属）, Birsteinia, Bobmarleyana, Choanophorus, Crassibrachia, Cyclobrachia, Diplobrachia, Escarpia（カタハオリムシ属）, Galathealinum, Heptabrachia, Krampolinum, Lamellibrachia（サツマハオリムシ属）, Lamellisabella, Nereilinum, Oasisia（ホソミハオリムシ属）, Oligobrachia, Osedax（ホネクイハナムシ属）, Paraescarpia（ニセカタハオリムシ属）, Polarsternium, Polybrachia, Ridgeia（クビナガハオリムシ属）, Riftia（ガラパゴスハオリムシ属）, Sclerolinum, Seepiophila（ジョンズハオリムシ属）, Siboglinoides, Siboglinum, Siphonobrachia, Spirobrachia, Tevnia（ベントハオリムシ属）, Unibrachium, Volvobrachia, Zenkevitchiana

### 旧来の分類
独立の門とする旧来の諸分類では、ヒゲムシとハオリムシを下位分類群とする。ヒゲムシは現在の知見では側系統群、ガラパゴスハオリムシは大型化にともなって特殊化したハオリムシであるとされる。三浦・白山 (2000) の例を示す。
- Phylum Pogonophora 有鬚動物門
  - Class Perviata ヒゲムシ綱
    - Order Athecanephria 無鞘腎目：触手は数少なく、遊離する。2科7属58種
    - Order Thecanephria 有鞘腎目：触手は数多く、時に融合する。4科11属40種

  - Class Obturata ハオリムシ綱
    - Order Basibranchia 基鰓目：6科7属13種。サツマハオリムシなど
    - Order Axonobranchia 軸鰓目：ガラパゴスハオリムシ (Riftia) 1種のみ